# Bradyrrhoa
Bradyrrhoa é um gênero de mariposa pertencente à família Crambidae.